# Clube de Roma

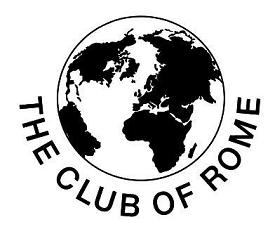
Logo.

O Clube de Roma é um grupo de pessoas ilustres que se reúnem para debater um vasto conjunto de assuntos relacionados a política, economia internacional e, sobretudo, ao meio ambiente e o desenvolvimento sustentável. Foi fundado em 1968 pelo industrial italiano Aurelio Peccei e pelo cientista escocês Alexander King.
Tornou-se muito conhecido a partir de 1972, ano da publicação do relatório intitulado Os Limites do Crescimento, elaborado por uma equipe do MIT, contratada pelo Clube de Roma e chefiada por Dana Meadows.
O relatório, que ficaria conhecido como Relatório  do Clube de Roma ou Relatório Meadows, tratava de problemas cruciais  para o futuro desenvolvimento da humanidade tais como energia, poluição , saneamento, saúde, ambiente,  tecnologia e crescimento populacional, foi publicado e vendeu mais de 30 milhões de cópias em 30 idiomas. tornando-se o livro sobre ambiente mais vendido da história.
Utilizando modelos matemáticos, o MIT chegou à conclusão de que o Planeta Terra não suportaria o crescimento populacional devido à pressão gerada sobre os recursos naturais e energéticos e ao aumento da poluição, mesmo tendo em conta o avanço tecnológico.
Alguns críticos dizem que a análise e as projeções do cenário futuro apresentados no livro mostraram-se equivocadas, uma vez que nenhuma das previsões, tanto nos aspectos de esgotamento dos recurso naturais, como da evolução dos processos produtivos se confirmaram. Outros cientistas, como o Prof. Jorge Paes Rios, da UFRJ e da Université de Grenoble — França, concordam com a maioria das conclusões do Relatório sendo apenas questão de tempo, aliás como mostra o próprio relatório baseado em modelos matemáticos. Afirma Rios, na sua tese, que como todo modelo matemático global podem existir algumas imprecisões ou mesmo simplificações, o que não invalida as conclusões principais.

## Membros
Segundo o site do Clube de Roma, seus membros são personalidades oriundas de diferentes comunidades: científica, acadêmica, política, empresarial, financeira, religiosa, cultural). Seu presidente honorário é o diplomata espanhol Ricardo Díez-Hochleitner. Em outubro de 2010, o Clube tinha dois presidentes, o Dr. Ashok Khosla, da Índia, e o Dr. Eberhard von Koerber, da Alemanha, e dois vice-presidentes, o Professor Heitor Gurgulino de Souza, do Brasil, e o Dr. Anders Wijkman, da Suécia. O trabalho do Clube é apoiado por um pequeno secretariado, instalado em Winterthur, no cantão de Zurique, Suíça, chefiado por Ian Johnson, do Reino Unido.
O clube conta com membros efetivos, honorários e associados, oriundos de diferentes países. Os membros honorários são personalidades notáveis, tais como Jacques Delors, da França,  Belisario Betancur, da Colômbia,  César Gaviria, da Colômbia, Fernando Henrique Cardoso, do Brasil, Mikhail Gorbachev, da Rússia,  Vaclav Havel, da República Tcheca,  Enrique Iglesias,  do Uruguai,  Helio Jaguaribe,  do Brasil, o rei João Carlos I, da Espanha,  a rainha Beatriz, dos Países Baixos, Cândido Mendes de Almeida, do Brasil, e muitos outros.

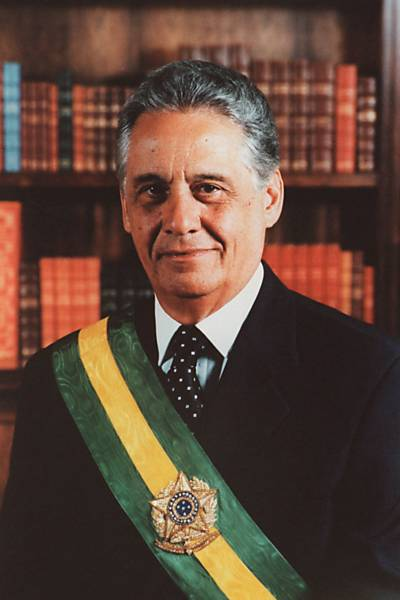
Fernando Henrique Cardoso
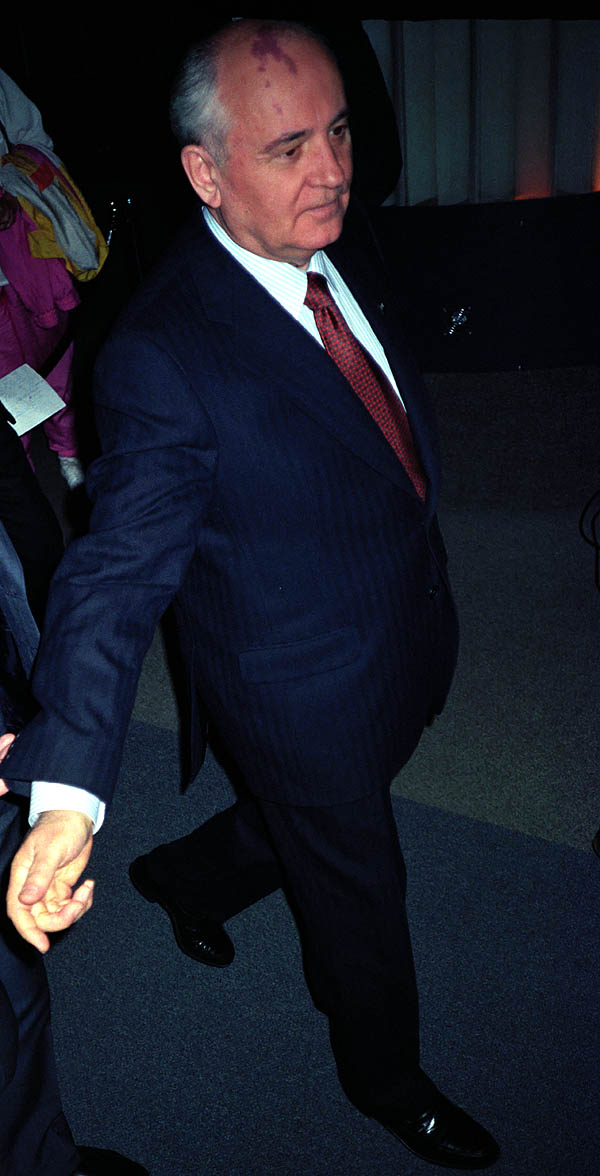
Mikhail Gorbachev
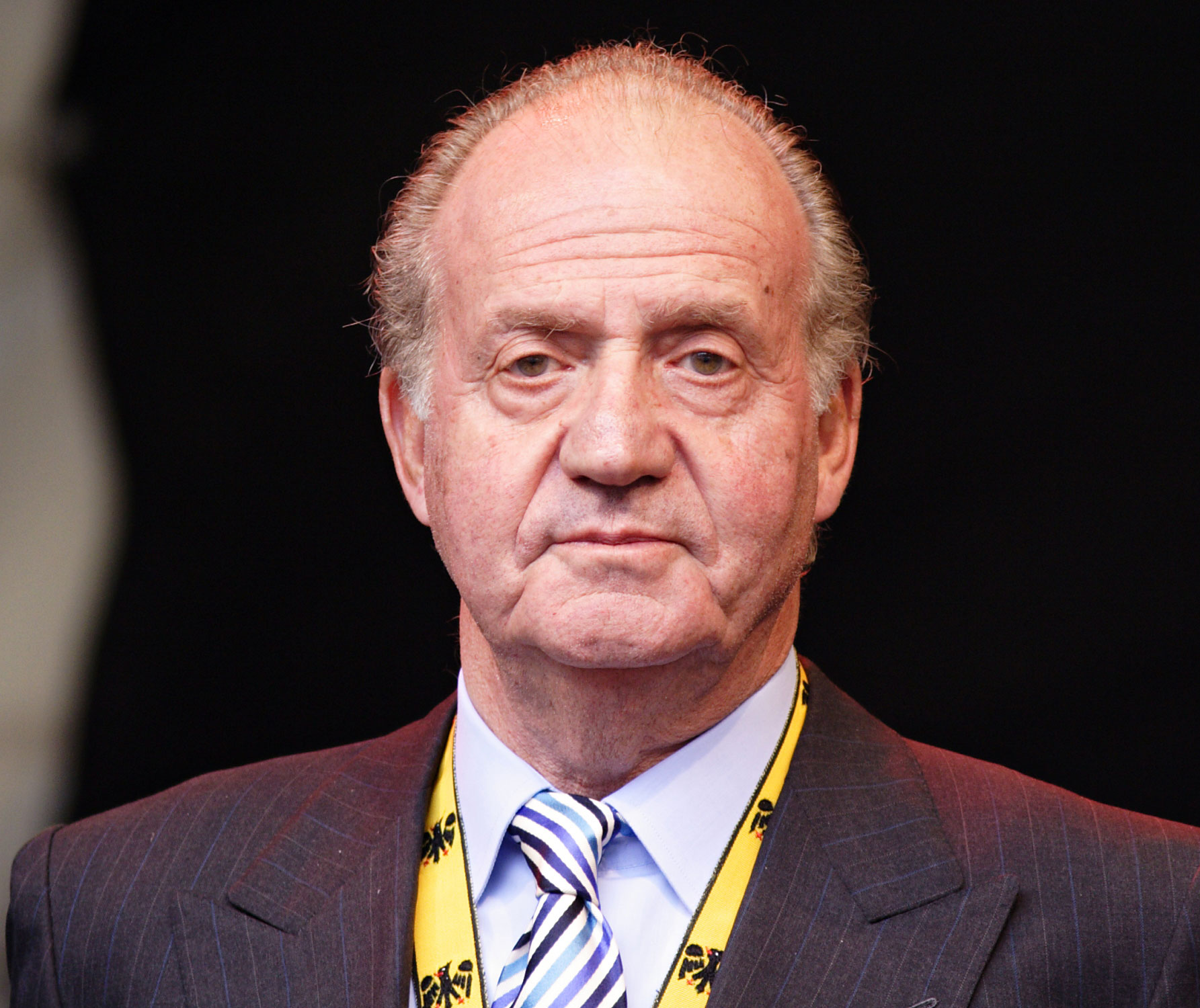
Rei João Carlos I de Espanha
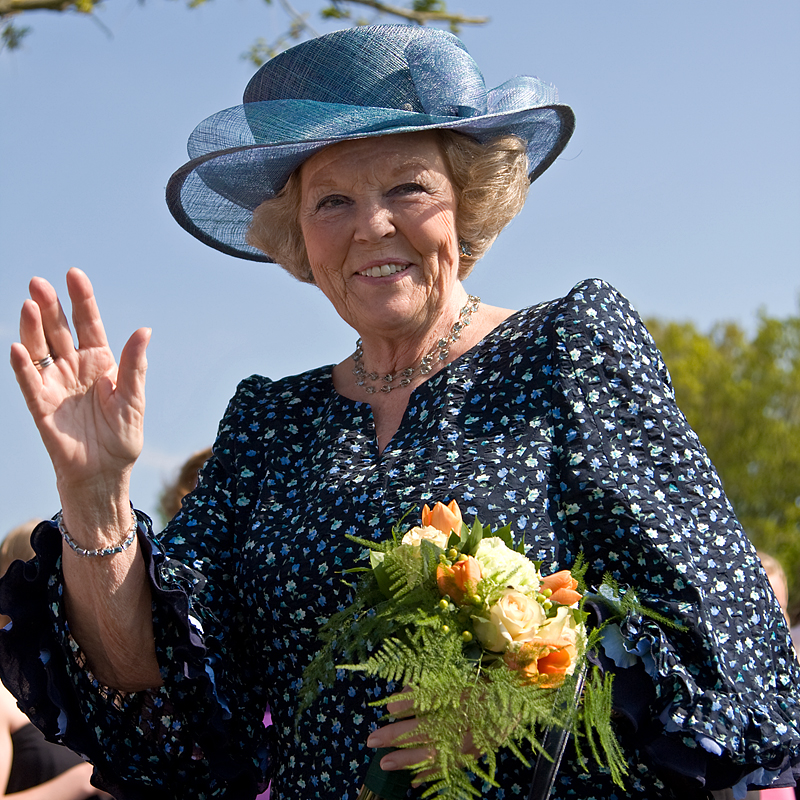
Rainha Beatriz dos Países Baixos
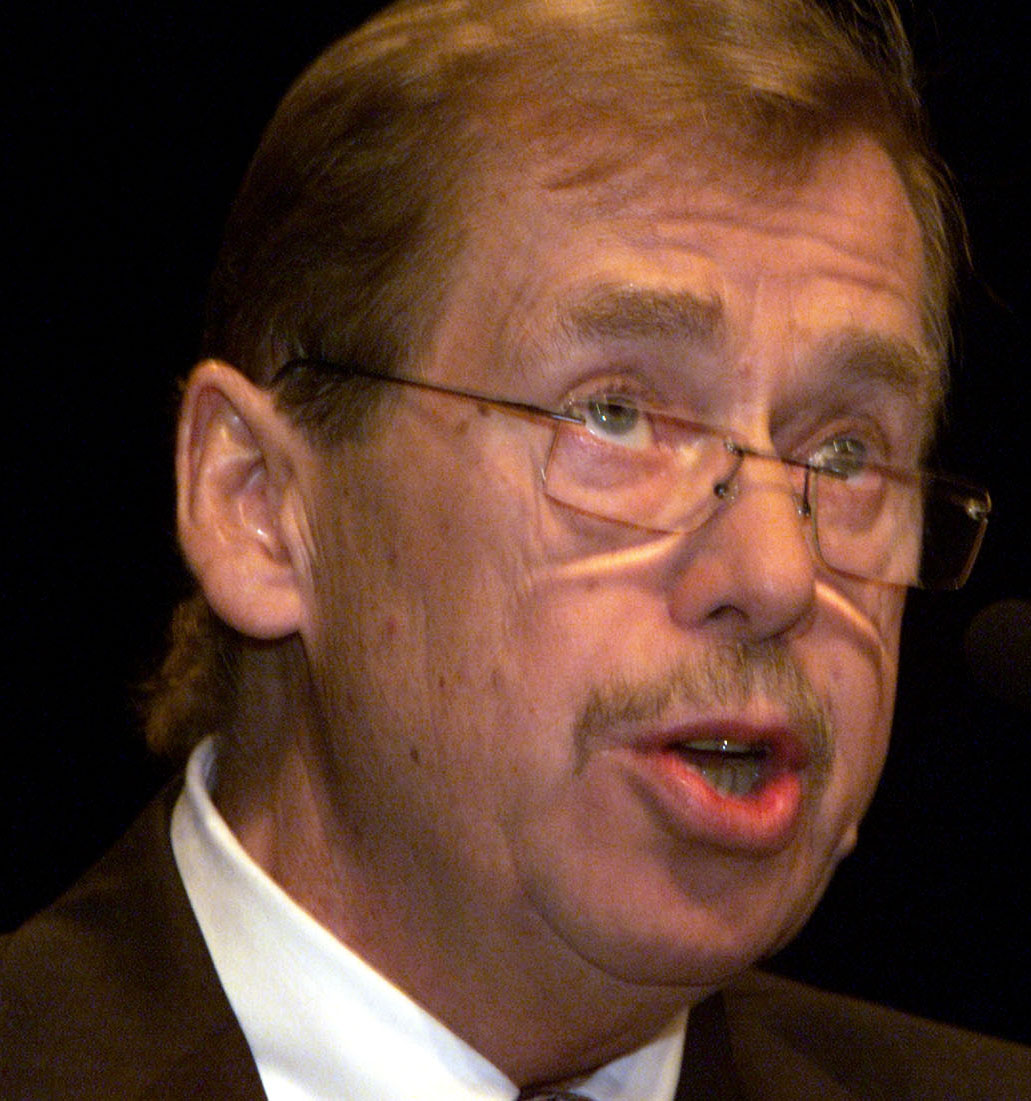
Václav Havel
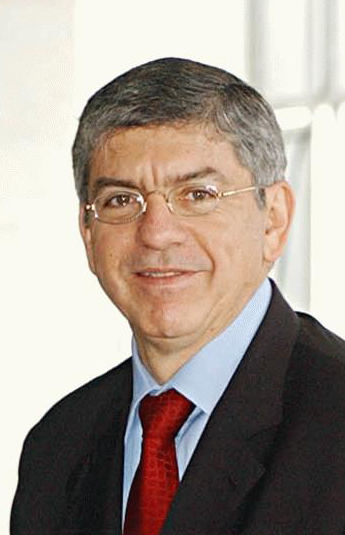
César Gaviria
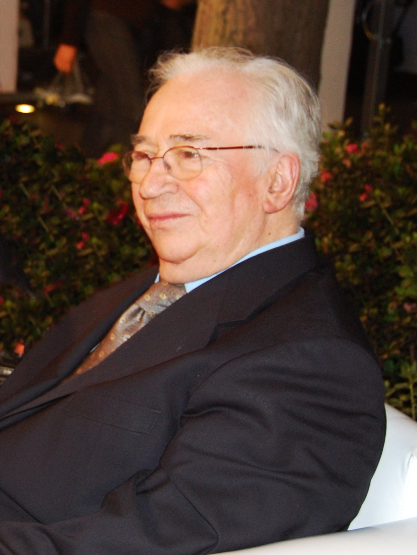
Belisario Betancur